# ويليام بيدرسن
ويليام بيدرسن هو سياسي كندي، ولد في 28 فبراير 1883، وتوفي في 31 يناير 1970. انتخب عضو المجلس التشريعي من ساسكاتشوان.